# (35717) 1999 FK33
1999 FK33 (asteroide 35717) é um asteroide da cintura principal. Possui uma excentricidade de 0.12945780 e uma inclinação de 6.02736º.
Este asteroide foi descoberto no dia 19 de março de 1999 por LINEAR em Socorro.